# Harmonia (planetka)
(40) Harmonia je planetka nacházející se v hlavním pásu asteroidů. Její průměr činí asi 110 km. Byla objevena 31. března 1856 německo-francouzským astronomem H. Goldschmidtem.